# Schlächter von Mons
Schlächter von Mons ist ein von den Medien geprägter Name für einen bis heute anonym gebliebenen belgischen Serienmörder, der im Zeitraum zwischen Januar 1996 und Juli 1997 in oder in unmittelbarer Nähe der Stadt Mons fünf Morde beging. Maßgeblich für die Bezeichnung ist, dass die Leichen mit großer Präzision zerstückelt worden sein sollen und anschließend in Plastiksäcken „gut sichtbar am Straßenrand oder an einer Kanalböschung“ abgelegt worden sein sollen.